# Borzano
Borzano is een plaats (frazione) in de Italiaanse gemeente Albinea.